# Real Zaragoza 1960-1961
Questa voce raccoglie le informazioni riguardanti il Real Saragozza nelle competizioni ufficiali della stagione 1961-1962
In questa stagione, la squadra aragonese, terminò il campionato di Primera División spagnola al terzo posto, dietro ai campioni del Real Madrid e all'Atlético Madrid.

## Rosa
| N. |                    | Ruolo | Calciatore             |
| -- | ------------------ | ----- | ---------------------- |
|    | Spagna (bandiera)  | P     | Enrique Yarza          |
|    | Spagna (bandiera)  | P     | Pedro De Las Heras     |
|    | Spagna (bandiera)  | P     | Rogelio Pampols        |
|    | Spagna (bandiera)  | D     | Ignacio Alustiza       |
|    | Spagna (bandiera)  | D     | Severino Reija         |
|    | Uruguay (bandiera) | D     | Julio César Benítez    |
|    | Spagna (bandiera)  | D     | Joaquín Cortizo        |
|    | Spagna (bandiera)  | D     | Rodolfo Gutiérrez      |
|    | Spagna (bandiera)  | D     | Manuel Torres Pastor   |
|    | Spagna (bandiera)  | D     | Pepín                  |
|    | Spagna (bandiera)  | C     | Santiago Isasi         |
|    | Spagna (bandiera)  | C     | José Luis García Traid |

| N. |                     | Ruolo | Calciatore           |
| -- | ------------------- | ----- | -------------------- |
|    | Spagna (bandiera)   | C     | José Antonio Rubio   |
|    | Spagna (bandiera)   | A     | Carlos Lapetra       |
|    | Spagna (bandiera)   | A     | Marcelino Martínez   |
|    | Spagna (bandiera)   | A     | Joaquín Murillo      |
|    | Spagna (bandiera)   | A     | Miguel González      |
|    | Brasile (bandiera)  | A     | Duca                 |
|    | Spagna (bandiera)   | A     | Ramón Vila           |
|    | Spagna (bandiera)   | A     | Chapela              |
|    | Ungheria (bandiera) | A     | József Csabai        |
|    | Spagna (bandiera)   | A     | Ricardo Lapetra      |
|    | Spagna (bandiera)   | A     | Rafael Ceresuela     |
|    | Spagna (bandiera)   | A     | José Antonio Calleja |